# Jakob Oskar Forsman
Jakob "Jaakko" Oskar Forsman, född 30 juli 1839 i Lillkyro, död 26 september 1899 i Helsingfors, var en finländsk rättslärd och politiker. Han var bror till Yrjö Koskinen.
Forsman blev juris doktor 1874, 1879 professor i kriminallagfarenhet och rättshistoria vid universitetet i Helsingfors. Forsman anslöt sig, liksom brodern, till den fennomanska rörelsen och var en av detta partis ledare. Särskilt framträdde han i pressen. Förutom finskspråkiga avhandlingar utgav Forsman Grunderna för läran om delaktighet i brott (1879) och Bidrag till läran om skadestånd i brottmål enl. finsk rätt (1893).